# Sint-Truidense VV in het seizoen 2008/09
Sint-Truiden kwam in het seizoen 2008/09 uit in de Belgische Tweede Klasse, nadat het vorig seizoen voorlaatste werd in Eerste Klasse, en degradeerde. In het eerste seizoen in Tweede Klasse na veertien jaar op het hoogste niveau te hebben gespeeld, werd de club meteen kampioen, en promoveerde ze terug naar de Eerste Klasse.

## Overzicht
Na voorlaatste te zijn geëindigd in Eerste Klasse in het seizoen 2007-08, trad Sint-Truiden voor het eerst sedert 1994 aan in Tweede Klasse. Voor de aanvang van het seizoen werd een nieuwe trainer gezocht en gevonden in de persoon van Guido Brepoels, toenmalig coach van KVSK United. Sint-Truiden begon goed aan het seizoen. Van de eerste elf wedstrijden werden er negen gewonnen, en twee met een gelijkspel afgesloten. STVV nam aldus al snel de kop van het klassement. De eerste verliespartij van het seizoen kwam er op speeldag 12. Titelrivaal SK Lierse was met 3-0 duidelijk te sterk, maar dit belette niet dat de Truienaren aan de kop van het klassement bleven staan. Enkele weken later volgde wel een dipje, met vier gelijkspelen op een rij.
Daarna pakte Sint-Truiden de draad terug op, en reeg het de overwinningen weer aaneen. Op speeldag 28 kwam SK Lierse op bezoek op Staaien. Tot ontsteltenis van het publiek verloren de Kanaries op eigen veld met het kleinste verschil, waardoor de titelstrijd weer enigszins spannend werd. Maar na vier opeenvolgende overwinningen, kon de titel in de thuiswedstrijd tegen FC Brussels gepakt worden. En zo geschiedde. Sint-Truiden won met 1-0 van Brussel, en werd zo voor de derde keer in de historie kampioen in Tweede Klasse. De verliespartij op de laatste speeldag in en tegen RE Virton deed er niet meer toe: STVV steeg na één seizoen opnieuw naar de hoogste nationale afdeling.
Na afloop van het seizoen werd beslist om de oude schrijfwijze van het stadion terug in ere te herstellen. Vanaf het seizoen 2009-10 gaat het stadion van Sint-Truiden opnieuw onder de naam Stayen door het leven.

## Ploegsamenstelling
| Nr. | Naam             | Positie      | Nationaliteit | Geboortedatum     |
| --- | ---------------- | ------------ | ------------- | ----------------- |
| 1   | Tom Muyters      | Doelman      | België        | 5 december 1984   |
| 2   | Wim Mennes       | Middenvelder | België        | 25 januari 1977   |
| 3   | Vincent Euvrard  | Verdediger   | België        | 12 maart 1982     |
| 4   | Daan Vaesen      | Verdediger   | België        | 11 juli 1981      |
| 5   | Mario Cantaluppi | Verdediger   | Zwitserland   | 11 april 1974     |
| 6   | Osman Köse       | Verdediger   | Duitsland     | 13 juni 1988      |
| 7   | Pieter Thijs     | Verdediger   | België        | 24 maart 1987     |
| 8   | Michal Pospíšil  | Aanvaller    | Tsjechië      | 5 maart 1979      |
| 9   | Peter Van Houdt  | Aanvaller    | België        | 4 november 1976   |
| 10  | Jonathan Wilmet  | Aanvaller    | België        | 7 januari 1986    |
| 11  | Issame Charaï    | Aanvaller    | België        | 11 mei 1982       |
| 12  | Sébastien Siani  | Aanvaller    | Kameroen      | 21 december 1986  |
| 13  | Cephas Chimedza  | Middenvelder | Zimbabwe      | 5 december 1984   |
| 14  | Marc Wagemakers  | Verdediger   | België        | 7 juni 1978       |
| 15  | Kurt Weuts       | Aanvaller    | België        | 29 december 1987  |
| 16  | Jeroen Appeltans | Middenvelder | België        | 27 augustus 1990  |
| 17  | Peter Delorge    | Middenvelder | België        | 19 april 1980     |
| 18  | Siegerd Degelin  | Middenvelder | België        | 30 maart 1989     |
| 19  | Ibrahima Sidibe  | Aanvaller    | Senegal       | 10 augustus 1980  |
| 20  | Sander Debroux   | Middenvelder | België        | 23 september 1982 |
| 22  | Simon Mignolet   | Doelman      | België        | 6 augustus 1988   |
| 23  | Yorick Antheunis | Middenvelder | België        | 26 juni 1991      |
| 24  | Giel Deferm      | Verdediger   | België        | 30 juni 1988      |
| 29  | Marc Hendrikx    | Middenvelder | België        | 2 juli 1974       |

### Trainersstaf
- Guido Brepoels (hoofdcoach)
- Eddy Vanhemel (hulptrainer)

### Transfers
| - Issame Charaï (KV Mechelen) - Vincent Euvrard (KVSK United) - Osman Köse (FC Schalke 04) - Tom Muyters (KVSK United) - Sébastien Siani (RSC Anderlecht) - Daan Vaesen (KSV Roeselare) - Jelle Verheyen (eigen jeugd) - Marc Wagemakers (KVC Westerlo) | - Mirsad Bešlija (einde huur Heart of Midlothian FC) - Frank Boeckx (AA Gent) - Kris Buvens (FC Luik) - Francesco Carratta (Antwerp FC) - Jelle Cherlet (KSK Ronse) - Pieter Collen (contract ontbonden) - Adamo Coulibaly (Antwerp FC) - Timothy Dreesen (einde huur Club Brugge) - Sebastjan Gobec (NK Celje) - Michiel Goyvaerts (KVV Thes Sport) - Nicky Hayen (RBC Roosendaal) - Kevin van Dessel (VVV Venlo) - Pieter-Jan Van Oudenhove (KFC Dessel Sport) - Rocky Peeters (Germinal Beerschot) - Stijn Vreven (KSK Tongeren) - Egon Wisniowski (Progresul Boekarest) |

## Oefenwedstrijden
|                                     |                      |       |                    |  |
| Woensdag 16 juli 2008, 16:00 uur    | Excelsior Veldwezelt | 0 - 0 | Sint-Truiden       |  |
|                                     |                      |       |                    |  |
|                                     |                      |       |                    |  |
| Zaterdag 19 juli 2008, 18:00 uur    | RCS Wezet            | 0 - 2 | Sint-Truiden       |  |
|                                     |                      |       |                    |  |
|                                     |                      |       |                    |  |
| Woensdag 23 juli 2008, 20:00 uur    | Fortuna Sittard      | 1 - 2 | Sint-Truiden       |  |
|                                     |                      |       |                    |  |
|                                     |                      |       |                    |  |
| Zaterdag 26 juli 2008, 20:00 uur    | KSK Tongeren         | 0 - 3 | Sint-Truiden       |  |
|                                     |                      |       |                    |  |
|                                     |                      |       |                    |  |
| Woensdag 30 juli 2008, 19:30 uur    | KVK Tienen           | 4 - 2 | Sint-Truiden       |  |
|                                     |                      |       |                    |  |
|                                     |                      |       |                    |  |
| Zaterdag 2 augustus 2008, 18:00 uur | Sint-Truiden         | 0 - 0 | Germinal Beerschot |  |
|                                     |                      |       |                    |  |
|                                     |                      |       |                    |  |
| Zaterdag 9 augustus 2008, 16:00 uur | Sint-Truiden         | 0 - 2 | KVC Westerlo       |  |
|                                     |                      |       |                    |  |

## Tweede Klasse

#### Wedstrijden
| | |       | | |
| Woensdag 13 augustus 2008, 19:00 uur                                                                                                | Oud-Heverlee Leuven | 1 - 3 | Sint-Truiden | |
| Den Dreef, Leuven Toeschouwers: 4.500 Scheidsrechter: Alexandre Boucaut Speeldag 1 Tweede Klasse 2008-09                            | Bjorn Ruytinx 14' Denis Odoi 34' Osahon Eboigbe 32' Bjorn Ruytinx 52' Osahon Eboigbe 65' James Lahousse 83'                                                           |       | 23' Sander Debroux 28' Issame Charaï 50' Sander Debroux 58' Ibrahima Sidibe 71' Vincent Euvrard 76' Ibrahima Sidibe      | Opstelling Sint-Truiden: Simon Mignolet, Osman Köse, Vincent Euvrard, Marc Wagemakers, Mario Cantaluppi, Peter Delorge, Jonathan Wilmet, Cephas Chimedza, Sander Debroux, Issame Charaï, Ibrahima Sidibe Wissels Sint-Truiden: 60' Osman Köse Peter Van Houdt 68' Cephas Chimedza Daan Vaesen                                              |
| | |       | | |
| Woensdag 27 augustus 2008, 20:00 uur                                                                                                | Sint-Truiden | 7 - 1 | Olympic Charleroi | |
| Staaien, Sint-Truiden Toeschouwers: 4.500 Scheidsrechter: Olivier Hampert Speeldag 2 Tweede Klasse 2008-09                          | Sébastien Siani 7' Ibrahima Sidibe 37' Ibrahima Sidibe 45' Sander Debroux 53' Vincent Euvrard 58' Mario Cantaluppi (pen.) 66' Peter Van Houdt 84' Cephas Chimedza 90' |       | 61' Nicolas Pedini 68' Rudy Saintini 50' Sander Debroux 76' Nicolas Pedini                                               | Opstelling Sint-Truiden: Simon Mignolet, Marc Wagemakers, Mario Cantaluppi, Osman Köse, Vincent Euvrard, Sébastien Siani, Jonathan Wilmet, Sander Debroux, Peter Delorge, Issame Charaï, Ibrahima Sidibe Wissels Sint-Truiden: 66' Vincent Euvrard Daan Vaesen 72' Issame Charaï Cephas Chimedza 79' Ibrahima Sidibe Peter Van Houdt       |
| | |       | | |
| Zondag 31 augustus 2008, 15:00 uur                                                                                                  | KFC VW Hamme | 2 - 2 | Sint-Truiden | |
| Gemeentelijk Stadion, Hamme Toeschouwers: 1.200 Scheidsrechter: Eric Noirhomme Speeldag 3 Tweede Klasse 2008-09                     | Koen Van Der Heyden 25' Karel De Smet 33' Tim Vleminckx 59' Kristof Kestens 71' Kristof Kestens 79' Jonas Vandemarliere 85'                                           |       | 60' (pen.) Mario Cantaluppi 63' Ibrahima Sidibe 82' Marc Wagemakers                                                      | Opstelling Sint-Truiden: Simon Mignolet, Mario Cantaluppi, Vincent Euvrard, Osman Köse, Marc Wagemakers, Peter Delorge, Sébastien Siani, Jonathan Wilmet, Sander Debroux, Ibrahima Sidibe, Issame Charaï Wissels Sint-Truiden: 40' Issame Charaï Cephas Chimedza 58' Sébastien Siani Peter Van Houdt                                       |
| | |       | | |
| Zondag 14 september 2008, 15:00 uur                                                                                                 | Antwerp FC | 1 - 2 | Sint-Truiden | |
| Bosuilstadion, Antwerpen Toeschouwers: 8.000 Scheidsrechter: Sébastien Delferière Speeldag 5 Tweede Klasse 2008-09                  | Darko Pivaljević 25' |       | 27' Jonathan Wilmet 62' Mario Cantaluppi 80' Ibrahima Sidibe 83' Sébastien Siani                                         | Opstelling Sint-Truiden: Simon Mignolet, Vincent Euvrard, Daan Vaesen, Giel Deferm, Mario Cantaluppi, Cephas Chimedza, Marc Wagemakers, Peter Delorge, Jonathan Wilmet, Issame Charaï, Ibrahima Sidibe Wissels Sint-Truiden: 66' Issame Charaï Sébastien Siani 76' Daan Vaesen Peter Van Houdt 89' Marc Wagemakers Michal Pospíšil         |
| | |       | | |
| Zaterdag 20 september 2008, 20:00 uur                                                                                               | Sint-Truiden | 1 - 1 | FC Luik | |
| Staaien, Sint-Truiden Toeschouwers: 6.900 Scheidsrechter: Michel Winter (Nederland) Speeldag 6 Tweede Klasse 2008-09                | Jonathan Wilmet 33' Giel Deferm 51' Cephas Chimedza 62' Peter Delorge 90'                                                                                             |       | 28' Ben Van den Brandt 50' Jean-Sébastien Legros 70' Jean-Sébastien Legros 82' Ahmet Öcal                                | Opstelling Sint-Truiden: Simon Mignolet, Vincent Euvrard, Daan Vaesen, Mario Cantaluppi, Giel Deferm, Peter Delorge, Jonathan Wilmet, Sébastien Siani, Cephas Chimedza, Issame Charaï, Ibrahima Sidibe Wissels Sint-Truiden: 60' Sébastien Siani Michal Pospíšil 71' Giel Deferm Peter Van Houdt                                           |
| | |       | | |
| Zaterdag 27 september 2008, 20:00 uur                                                                                               | KV Oostende | 0 - 3 | Sint-Truiden | |
| Albertparkstadion, Oostende Toeschouwers: 4.000 Scheidsrechter: Jean-Baptist Bultynck Speeldag 7 Tweede Klasse 2008-09              | Khalifa Sankaré 1' |       | 5' Cephas Chimedza 25' Ibrahima Sidibe 31' Giel Deferm 43' Sébastien Siani 64' Ibrahima Sidibe                           | Opstelling Sint-Truiden: Simon Mignolet, Vincent Euvrard, Mario Cantaluppi, Daan Vaesen, Giel Deferm, Peter Delorge, Sébastien Siani, Jonathan Wilmet, Cephas Chimedza, Issame Charaï, Ibrahima Sidibe Wissels Sint-Truiden: 81' Mario Cantaluppi Osman Öse 86' Sébastien Siani Michal Pospíšil 88' Cephas Chimedza Jeroen Appeltans       |
| | |       | | |
| Zaterdag 4 oktober 2008, 20:00 uur                                                                                                  | Sint-Truiden | 4 - 1 | UR Namen | |
| Staaien, Sint-Truiden Toeschouwers: 5.400 Scheidsrechter: Dimitri Godart Speeldag 8 Tweede Klasse 2008-09                           | Sébastien Siani 2' Jonathan Wilmet 11' Vincent Euvrard 22' Sébastien Siani 33' Daan Vaesen 52' Peter Delorge 74'                                                      |       | 45' Nemanja Cvetković 62' Nemanja Cvetković 80' Goran Blagus 88' (own) Goran Blagus                                      | Opstelling Sint-Truiden: Simon Mignolet, Giel Deferm, Mario Cantaluppi, Vincent Euvrard, Daan Vaesen, Sébastien Siani, Peter Delorge, Osman Köse, Jonathan Wilmet, Ibrahima Sidibe, Issame Charaï Wissels Sint-Truiden: 31' Jonathan Wilmet Michal Pospíšil 59' Osman Köse Marc Wagemakers 89' Sébastien Siani Marc Hendrikx               |
| | |       | | |
| Zondag 12 oktober 2008, 15:00 uur                                                                                                   | KVK Tienen | 0 - 2 | Sint-Truiden | |
| Julien Bergéstadion, Tienen Toeschouwers: 5.500 Scheidsrechter: Jérôme Efong Nzolo Speeldag 9 Tweede Klasse 2008-09                 | David Triantafillidis 28' Yve Thijs 68' Jonas Bogaerts 80' |       | 70' Ibrahima Sidibe 74' Jonathan Wilmet 86' Peter Delorge                                                                | Opstelling Sint-Truiden: Simon Mignolet, Vincent Euvrard, Marc Wagemakers, Mario Cantaluppi, Giel Deferm, Cephas Chimedza, Peter Delorge, Jonathan Wilmet, Sébastien Siani, Ibrahima Sidibe, Issame Charaï Wissels Sint-Truiden: 80' Ibrahima Sidibe Michal Pospíšil 83' Issame Charaï Marc Hendrikx 89' Cephas Chimedza Daan Vaesen       |
| | |       | | |
| Zaterdag 18 oktober 2008, 20:00 uur                                                                                                 | Sint-Truiden | 2 - 1 | RFC Doornik | |
| Staaien, Sint-Truiden Toeschouwers: 5.900 Scheidsrechter: Claude Bourdouxhe Speeldag 10 Tweede Klasse 2008-09                       | Vincent Euvrard 44' Cephas Chimedza 65' Marc Hendrikx 79' Vincent Euvrard 89'                                                                                         |       | 65' Julien Desire 87' Maxime Annys                                                                                       | Opstelling Sint-Truiden: Simon Mignolet, Vincent Euvrard, Marc Wagemakers, Mario Cantaluppi, Giel Deferm, Cephas Chimedza, Jonathan Wilmet, Peter Delorge, Sébastien Siani, Issame Charaï, Ibrahima Sidibe Wissels Sint-Truiden: 62' Issame Charaï Marc Hendrikx 89' Jonathan Wilmet Daan Vaesen                                           |
| | |       | | |
| Zaterdag 25 oktober 2008, 20:00 uur                                                                                                 | KAS Eupen | 2 - 3 | Sint-Truiden | |
| Kehrwegstadion, Eupen Toeschouwers: 3.800 Scheidsrechter: Peter Vervecken Speeldag 11 Tweede Klasse 2008-09                         | Grégory Molnar 51' Ivan Milas 74' Freddy Mombongo-Dues 82' |       | 20' Giel Deferm 36' Sébastien Siani 79' Ibrahima Sidibe 87' Daan Vaesen 89' Jonathan Wilmet 90+3' Ibrahima Sidibe        | Opstelling Sint-Truiden: Simon Mignolet, Daan Vaesen, Marc Hendrikx, Mario Cantaluppi, Giel Deferm, Sébastien Siani, Jonathan Wilmet, Peter Delorge, Cephas Chimedza, Issame Charaï, Ibrahima Sidibe Wissels Sint-Truiden: 90+2' Issame Charaï Jeroen Appeltans                                                                            |
| | |       | | |
| Zaterdag 1 november 2008, 20:00 uur                                                                                                 | Sint-Truiden | 3 - 1 | KMSK Deinze | |
| Staaien, Sint-Truiden Toeschouwers: 6.407 Scheidsrechter: Laurent Colements Speeldag 12 Tweede Klasse 2008-09                       | Sébastien Siani 17' Daan Vaesen 44' Marc Hendrikx 71' Peter Delorge 82' Osman Köse 90'                                                                                |       | 14' Jonathan De Falco 38' Samuel Dog 50' Matthias Velghe 78' Bob Cousin                                                  | Opstelling Sint-Truiden: Simon Mignolet, Mario Cantaluppi, Vincent Euvrard, Giel Deferm, Daan Vaesen, Jonathan Wilmet, Peter Delorge, Jeroen Appeltans, Marc Hendrikx, Ibrahima Sidibe, Sébastien Siani Wissels Sint-Truiden: 62' Jeroen Appeltans Sander Debroux 88' Marc Hendrikx Osman Köse 90' Ibrahima Sidibe Michal Pospíšil         |
| | |       | | |
| Zaterdag 8 november 2008, 20:00 uur                                                                                                 | SK Lierse | 3 - 0 | Sint-Truiden | |
| Herman Vanderpoortenstadion, Lier Toeschouwers: 8.591 Scheidsrechter: Paul Allaerts Speeldag 13 Tweede Klasse 2008-09               | Ahmed Samir 60' Ahmed Samir 61' Seth De Witte 67' Jurgen Cavens 68' Tomasz Radzinski 76'                                                                              |       | | Opstelling Sint-Truiden: Simon Mignolet, Mario Cantaluppi, Giel Deferm, Marc Wagemakers, Vincent Euvrard, Marc Hendrikx, Jonathan Wilmet, Cephas Chimedza, Issame Charaï, Sébastien Siani, Ibrahima Sidibe Wissels Sint-Truiden: 46' Marc Wagemakers Sander Debroux 49' Vincent Euvrard Osman Köse 66' Marc Hendrikx Jeroen Appeltans      |
| | |       | | |
| Zaterdag 15 november 2008, 20:00 uur                                                                                                | Sint-Truiden | 2 - 1 | KVSK United | |
| Staaien, Sint-Truiden Toeschouwers: 7.389 Scheidsrechter: Johan Verbist Speeldag 14 Tweede Klasse 2008-09                           | Ibrahima Sidibe 18' Issame Charaï 67' Ibrahima Sidibe 86' |       | 33' Marc Eberle 64' Antonio Caramazza                                                                                    | Opstelling Sint-Truiden: Simon Mignolet, Mario Cantaluppi, Sander Debroux, Vincent Euvrard, Giel Deferm, Peter Delorge, Marc Hendrikx, Jonathan Wilmet, Issame Charaï, Sébastien Siani, Ibrahima Sidibe Wissels Sint-Truiden: 62' Sander Debroux Cephas Chimedza 78' Giel Deferm Daan Vaesen                                               |
| | |       | | |
| Zaterdag 22 november 2008, 20:00 uur                                                                                                | KV Red Star Waasland | 0 - 2 | Sint-Truiden | |
| Puyenbekestadion, Sint-Niklaas Toeschouwers: 2.500 Scheidsrechter: Christof Virant Speeldag 15 Tweede Klasse 2008-09                | Julien Tournut 26' Pieter Crabeels 84' |       | 4' Jonathan Wilmet 32' Sébastien Siani 85' Sébastien Siani                                                               | Opstelling Sint-Truiden: Simon Mignolet, Mario Cantaluppi, Sander Debroux, Vincent Euvrard, Giel Deferm, Peter Delorge, Marc Hendrikx, Jonathan Wilmet, Issame Charaï, Sébastien Siani, Ibrahima Sidibe Wissels Sint-Truiden: 46' Sébastien Siani Cephas Chimedza 89' Issame Charaï Daan Vaesen                                            |
| | |       | | |
| Zaterdag 29 november 2008, 20:00 uur                                                                                                | Sint-Truiden | 0 - 0 | KSK Ronse | |
| Staaien, Sint-Truiden Toeschouwers: 5.839 Scheidsrechter: Christophe Hemberg Speeldag 16 Tweede Klasse 2008-09                      | Giel Deferm 52' Issame Charaï 64' |       | 72' Guillaume Langlet | Opstelling Sint-Truiden: Simon Mignolet, Vincent Euvrard, Giel Deferm, Mario Cantaluppi, Marc Hendrikx, Sander Debroux, Cephas Chimedza, Peter Delorge, Jonathan Wilmet, Ibrahima Sidibe, Sébastien Siani Wissels Sint-Truiden: 83' Issame Charaï Michal Pospíšil                                                                          |
| | |       | | |
| Zaterdag 6 december 2008, 20:00 uur                                                                                                 | Sint-Truiden | 1 - 1 | KSK Beveren | |
| Staaien, Sint-Truiden Toeschouwers: 6.080 Scheidsrechter: Philippe Flament Speeldag 17 Tweede Klasse 2008-09                        | Marc Hendrikx 29' Sander Debroux 79' Jonathan Wilmet 83' Siegerd Degeling 89'                                                                                         |       | 54' Jeffrey Rentmeister 66' Nathan D'Haemers 90+3' Yannick Aerts                                                         | Opstelling Sint-Truiden: Simon Mignolet, Vincent Euvrard, Daan Vaesen, Mario Cantaluppi, Marc Hendrikx, Sander Debroux, Cephas Chimedza, Peter Delorge, Jonathan Wilmet, Ibrahima Sidibe, Sébastien Siani Wissels Sint-Truiden: 80' Sébastien Siani Siegerd Degeling                                                                       |
| | |       | | |
| Zaterdag 13 december 2008, 20:00 uur                                                                                                | FC Brussels | 0 - 0 | Sint-Truiden | |
| Edmond Machtensstadion, Sint-Jans-Molenbeek Toeschouwers: 3.500 Scheidsrechter: Claude Bourdouxhe Speeldag 18 Tweede Klasse 2008-09 | |       | 43' Mario Cantaluppi 65' Peter Delorge                                                                                   | Opstelling Sint-Truiden: Simon Mignolet, Mario Cantaluppi, Giel Deferm, Vincent Euvrard, Marc Wagemakers, Cephas Chimedza, Jonathan Wilmet, Peter Delorge, Marc Hendrikx, Ibrahima Sidibe, Sébastien Siani Wissels Sint-Truiden: 79' Ibrahima Sidibe Michal Pospíšil                                                                       |
| | |       | | |
| Zaterdag 20 december 2008, 20:00 uur                                                                                                | Sint-Truiden | 2 - 2 | RE Virton | |
| Staaien, Sint-Truiden Toeschouwers: 6.049 Scheidsrechter: Alexandre Boucaut Speeldag 19 Tweede Klasse 2008-09                       | Ibrahima Sidibe 7' Daan Vaesen 18' Sébastien Siani 42' Cephas Chimedza 58' Daan Vaesen 65' Peter Delorge 73' Marc Wagemakers 85'                                      |       | 40' Bareck Bendaha 70' Maël Lépicier 76' Moussa Koita 70' David Schoumaker                                               | Opstelling Sint-Truiden: Simon Mignolet, Vincent Euvrard, Daan Vaesen, Marc Wagemakers, Giel Deferm, Sébastien Siani, Peter Delorge, Cephas Chimedza, Marc Hendrikx, Ibrahima Sidibe, Michal Pospíšil Wissels Sint-Truiden: 19' Marc Hendrikx Jonathan Wilmet 75' Michal Pospíšil Siegerd Degeling                                         |
| | |       | | |
| Zaterdag 27 december 2008, 20:00 uur                                                                                                | Sint-Truiden | 1 - 0 | Oud-Heverlee Leuven | |
| Staaien, Sint-Truiden Toeschouwers: 6.500 Scheidsrechter: Sébastien Delferière Speeldag 20 Tweede Klasse 2008-09                    | Jonathan Wilmet 75' |       | 12' Denis Odoi 38' Joeri Vastmans 73' Lander Van Steenbrugghe 85' Ivica Jaraković                                        | Opstelling Sint-Truiden: Simon Mignolet, Vincent Euvrard, Mario Cantaluppi, Giel Deferm, Jeroen Appeltans, Cephas Chimedza, Peter Delorge, Osman Köse, Jonathan Wilmet, Ibrahima Sidibe, Sébastien Siani Wissels Sint-Truiden: 19' Vincent Euvrard Issame Charaï 62' Ibrahima Sidibe Yorick Antheunis 90' Jonathan Wilmet Siegerd Degeling |
| | |       | | |
| Zaterdag 17 januari 2009, 20:00 uur                                                                                                 | Sint-Truiden | 4 - 1 | KFC VW Hamme | |
| Staaien, Sint-Truiden Toeschouwers: 5.200 Scheidsrechter: Jimmy Verhe Speeldag 21 Tweede Klasse 2008-09                             | Jonathan Wilmet 6' Wim Mennes 26' Ibrahima Sidibe 36' Sander Debroux 90'                                                                                              |       | 40' Tim Vleminckx 65' Laurens Maldrie 85' Koen Van Der Heyden                                                            | Opstelling Sint-Truiden: Simon Mignolet, Giel Deferm, Vincent Euvrard, Marc Wagemakers, Mario Cantaluppi, Peter Delorge, Cephas Chimedza, Jonathan Wilmet, Wim Mennes, Sébastien Siani, Ibrahima Sidibe Wissels Sint-Truiden: 71' Sébastien Siani Sander Debroux 81' Cephas Chimedza Yorick Antheunis 86' Ibrahima Sidibe Kurt Weuts       |
| | |       | | |
| Zaterdag 31 januari 2009, 20:00 uur                                                                                                 | Sint-Truiden | 0 - 0 | Antwerp FC | |
| Staaien, Sint-Truiden Toeschouwers: 7.903 Scheidsrechter: Gaetan Simon Speeldag 23 Tweede Klasse 2008-09                            | Marc Wagemakers 54' |       | 52' Roel Van Hemert 73' Adamo Coulibaly 90' Ransford Addo                                                                | Opstelling Sint-Truiden: Simon Mignolet, Giel Deferm, Mario Cantaluppi, Marc Wagemakers, Vincent Euvrard, Peter Delorge, Jonathan Wilmet, Cephas Chimedza, Wim Mennes, Sébastien Siani, Ibrahima Sidibe Wissels Sint-Truiden: 66' Cephas Chimedza Yorick Antheunis 78' Ibrahima Sidibe Sander Debroux 89' Marc Wagemakers Kurt Weuts       |
| | |       | | |
| Zondag 8 februari 2009, 15:00 uur                                                                                                   | FC Luik | 1 - 2 | Sint-Truiden | |
| Stade du Pairay, Seraing Toeschouwers: 2.300 Scheidsrechter: Christophe Delacour Speeldag 24 Tweede Klasse 2008-09                  | Ahmet Öcal 27' Ben Van Den Brandt 29' Peter Van Houdt 59' Peter Van Houdt 64'                                                                                         |       | 11' Peter Delorge 17' Mario Cantaluppi 30' Sébastien Siani 68' Vincent Euvrard 87' Peter Delorge                         | Opstelling Sint-Truiden: Simon Mignolet, Marc Wagemakers, Mario Cantaluppi, Giel Deferm, Vincent Euvrard, Jonathan Wilmet, Sander Debroux, Peter Delorge, Wim Mennes, Sébastien Siani, Ibrahima Sidibe Wissels Sint-Truiden: 65' Sander Debroux Cephas Chimedza 80' Jonathan Wilmet Yorick Antheunis 90' Ibrahima Sidibe Daan Vaesen       |
| | |       | | |
| Zaterdag 14 februari 2009, 20:00 uur                                                                                                | Sint-Truiden | 1 - 0 | KV Oostende | |
| Staaien, Sint-Truiden Toeschouwers: 6.051 Scheidsrechter: Benoni Burie Speeldag 25 Tweede Klasse 2008-09                            | Ibrahima Sidibe 45' Jonathan Wilmet 65' |       | 9' Xavier Luissint 33' Benjamin Mokulu 40' Gabriel Iribarren 81' Khalifa Sankaré 87' Xavier Luissint 89' Benjamin Mokulu | Opstelling Sint-Truiden: Simon Mignolet, Marc Wagemakers, Mario Cantaluppi, Giel Deferm, Vincent Euvrard, Jonathan Wilmet, Sander Debroux, Cephas Chimedza, Wim Mennes, Sébastien Siani, Ibrahima Sidibe Wissels Sint-Truiden: 35' Sander Debroux Yorick Antheunis 87' Ibrahima Sidibe Kurt Weuts                                          |
| | |       | | |
| Woensdag 18 februari 2009, 20:00 uur                                                                                                | Olympic Charleroi | 2 - 0 | Sint-Truiden | |
| Stade de la Neuville, Charleroi Toeschouwers: 1.250 Scheidsrechter: Karim Saadoini Speeldag 26 Tweede Klasse 2008-09                | Toni Brogno 14' Goran Jerković 35' Goran Jerković 36' Jérémy Steens 54' Nadir Sbaa 85'                                                                                |       | 77' Marc Hendrikx | Opstelling Sint-Truiden: Simon Mignolet, Giel Deferm, Mario Cantaluppi, Vincent Euvrard, Daan Vaesen, Peter Delorge, Jonathan Wilmet, Kurt Weuts, Wim Mennes, Sébastien Siani, Ibrahima Sidibe Wissels Sint-Truiden: 41' Kurt Weuts Cephas Chimedza 58' Daan Vaesen Marc Hendrikx 76' Jonathan Wilmet Yorick Antheunis                     |
| | |       | | |
| Zaterdag 21 februari 2009, 20:00 uur                                                                                                | UR Namen | 0 - 1 | Sint-Truiden | |
| Stade Communal de Namur, Namen Toeschouwers: 1.200 Scheidsrechter: Stéphane Gleton Speeldag 27 Tweede Klasse 2008-09                | Nemanja Cvetković 14' Georges Ngoma 28' Ahmet Gursever 54' Francisco Insa 88'                                                                                         |       | 20' Ibrahima Sidibe 43' Peter Delorge 58' Vincent Euvrard 78' Vincent Euvrard                                            | Opstelling Sint-Truiden: Simon Mignolet, Marc Wagemakers, Vincent Euvrard, Mario Cantaluppi, Giel Deferm, Jonathan Wilmet, Wim Mennes, Peter Delorge, Osman Köse, Sébastien Siani, Ibrahima Sidibe Wissels Sint-Truiden: 65' Osman Köse Yorick Antheunis 88' Sébastien Siani Kurt Weuts                                                    |
| | |       | | |
| Zaterdag 28 februari 2009, 20:00 uur                                                                                                | Sint-Truiden | 5 - 1 | KVK Tienen | |
| Staaien, Sint-Truiden Toeschouwers: 8.116 Scheidsrechter: Peter Vervecken Speeldag 28 Tweede Klasse 2008-09                         | Marc Hendrikx 6' Wim Mennes 31' Jonathan Wilmet 45' Ibrahima Sidibe 60' Wim Mennes 72' Kurt Weuts 86' Kurt Weuts 89'                                                  |       | 45+1' Yve Thijs 75' Davy Peeters 80' Bart Vanhees                                                                        | Opstelling Sint-Truiden: Simon Mignolet, Wim Mennes, Daan Vaesen, Mario Cantaluppi, Giel Deferm, Marc Hendrikx, Jonathan Wilmet, Cephas Chimedza, Marc Wagemakers, Peter Delorge, Ibrahima Sidibe Wissels Sint-Truiden: 46' Jonathan Wilmet Osman Köse 46' Giel Deferm Sébastien Siani 80' Ibrahima Sidibe Kurt Weuts                      |
| | |       | | |
| Zaterdag 7 maart 2009, 20:00 uur | RFC Doornik | 1 - 2 | Sint-Truiden | |
| Stade Luc Varenne, Doornik Toeschouwers: 1.500 Scheidsrechter: Jérôme Efong Nzolo Speeldag 29 Tweede Klasse 2008-09                 | Mickael Seoudi 75' Hamid Sekour 85' |       | 57' Cephas Chimedza 67' Ibrahima Sidibe 80' Cephas Chimedza                                                              | Opstelling Sint-Truiden: Simon Mignolet, Mario Cantaluppi, Giel Deferm, Vincent Euvrard, Wim Mennes, Cephas Chimedza, Peter Delorge, Marc Hendrikx, Marc Wagemakers, Jonathan Wilmet, Ibrahima Sidibe Wissels Sint-Truiden: 5' Wim Mennes Daan Vaesen 69' Marc Hendrikx Sébastien Siani 82' Jonathan Wilmet Osman Köse                     |
| | |       | | |
| Zaterdag 14 maart 2009, 20:00 uur                                                                                                   | Sint-Truiden | 3 - 0 | KAS Eupen | |
| Staaien, Sint-Truiden Toeschouwers: 7.546 Scheidsrechter: Jeroen Sanders (Nederland) Speeldag 30 Tweede Klasse 2008-09              | Jonathan Wilmet 34' Jonathan Wilmet 43' Ibrahima Sidibe 73' Daan Vaesen 82'                                                                                           |       | 41' Gilles Colin | Opstelling Sint-Truiden: Simon Mignolet, Vincent Euvrard, Giel Deferm, Mario Cantaluppi, Marc Wagemakers, Cephas Chimedza, Peter Delorge, Marc Hendrikx, Jonathan Wilmet, Daan Vaesen, Ibrahima Sidibe Wissels Sint-Truiden: 46' Cephas Chimedza Sébastien Siani 78' Marc Hendrikx Sander Debroux 84' Ibrahima Sidibe Kurt Weuts           |
| | |       | | |
| Zaterdag 21 maart 2009, 20:00 uur                                                                                                   | KMSK Deinze | 0 - 0 | Sint-Truiden | |
| Burgemeester Van de Wielestadion, Deinze Toeschouwers: 1.758 Scheidsrechter: Luc Wouters Speeldag 31 Tweede Klasse 2008-09          | |       | 22' Cephas Chimedza 63' Marc Hendrikx                                                                                    | Opstelling Sint-Truiden: Simon Mignolet, Wim Mennes, Mario Cantaluppi, Vincent Euvrard, Giel Deferm, Jonathan Wilmet, Cephas Chimedza, Marc Wagemakers, Marc Hendrikx, Peter Delorge, Ibrahima Sidibe Wissels Sint-Truiden: 70' Marc Hendrikx Sébastien Siani                                                                              |
| | |       | | |
| Woensdag 25 maart 2009, 20:30 uur                                                                                                   | Sint-Truiden | 0 - 1 | SK Lierse | |
| Staaien, Sint-Truiden Toeschouwers: 9.611 Scheidsrechter: Frank De Bleeckere Speeldag 32 Tweede Klasse 2008-09                      | Marc Wagemakers 14' Issame Charaï 82' Peter Delorge 89' Mario Cantaluppi 90'                                                                                          |       | 76' Timothy Dreesen 85' Mohamed Abdel Wahed 90' Stefan Nikolić                                                           | Opstelling Sint-Truiden: Simon Mignolet, Marc Wagemakers, Giel Deferm, Mario Cantaluppi, Vincent Euvrard, Marc Hendrikx, Jonathan Wilmet, Peter Delorge, Wim Mennes, Ibrahima Sidibe, Sébastien Siani Wissels Sint-Truiden: 67' Sébastien Siani Issame Charaï 71' Marc Wagemakers Osman Köse                                               |
| | |       | | |
| Woensdag 1 april 2009, 20:00 uur | KVSK United | 0 - 1 | Sint-Truiden | |
| Stedelijk Sportstadion, Lommel Toeschouwers: 6.500 Scheidsrechter: Johan Verbist Speeldag 33 Tweede Klasse 2008-09                  | Marcos Pereira 21' Patrice Noukeu 56' Davy Oyen 69' Thomas Azevedo 75'                                                                                                |       | 55' Wim Mennes 60' Ibrahima Sidibe                                                                                       | Opstelling Sint-Truiden: Simon Mignolet, Marc Wagemakers, Giel Deferm, Mario Cantaluppi, Vincent Euvrard, Wim Mennes, Peter Delorge, Cephas Chimedza, Jonathan Wilmet, Marc Hendrikx, Ibrahima Sidibe Wissels Sint-Truiden: 83' Marc Hendrikx Daan Vaesen 89' Jonathan Wilmet Sébastien Siani                                              |
| | |       | | |
| Zaterdag 4 april 2009, 20:00 uur | Sint-Truiden | 1 - 0 | KV Red Star Waasland | |
| Staaien, Sint-Truiden Toeschouwers: 7.056 Scheidsrechter: Claude Bourdouxhe Speeldag 34 Tweede Klasse 2008-09                       | Cephas Chimedza (pen.) 19' Wim Mennes 68' Mario Cantaluppi 78' |       | 54' Julien Tournut 88' Hervé Anselme Ndjana Onana                                                                        | Opstelling Sint-Truiden: Simon Mignolet, Giel Deferm, Mario Cantaluppi, Marc Wagemakers, Vincent Euvrard, Wim Mennes, Marc Hendrikx, Peter Delorge, Jonathan Wilmet, Cephas Chimedza, Ibrahima Sidibe Wissels Sint-Truiden: 28' Ibrahima Sidibe Sébastien Siani 90' Cephas Chimedza Daan Vaesen                                            |
| | |       | | |
| Zaterdag 11 april 2009, 20:00 uur                                                                                                   | KSK Ronse | 1 - 5 | Sint-Truiden | |
| Orphale Cruckestadion, Ronse Toeschouwers: 2.100 Scheidsrechter: Peter Vervecken Speeldag 35 Tweede Klasse 2008-09                  | Gregory Ferreira Lino 25' Alexandre Brienne 45+1' Mory Antrope 61' |       | 10' Cephas Chimedza 32' Daan Vaesen 34' Sébastien Siani 72' Marc Hendrikx 80' Cephas Chimedza 88' (pen.) Simon Mignolet  | Opstelling Sint-Truiden: Simon Mignolet, Giel Deferm, Daan Vaesen, Marc Wagemakers, Vincent Euvrard, Cephas Chimedza, Sander Debroux, Marc Hendrikx, Peter Delorge, Jonathan Wilmet, Sébastien Siani Wissels Sint-Truiden: 62' Sander Debroux Pieter Thijs 85' Marc Hendrikx Yorick Antheunis 89' Sébastien Siani Issame Charaï            |
| | |       | | |
| Zaterdag 18 april 2009, 20:00 uur                                                                                                   | KSK Beveren | 1 - 5 | Sint-Truiden | |
| Freethielstadion, Beveren Toeschouwers: 6.000 Scheidsrechter: Laurent Colements Speeldag 36 Tweede Klasse 2008-09                   | Sophiane Baghdad 32' Gertjan Martens 35' Kristof Lardenoit 65' Nathan D'Haemers 78'                                                                                   |       | 18' Wim Mennes 19' Cephas Chimedza 21' (pen.) Sébastien Siani 65' Ibrahima Sidibe 74' Jonathan Wilmet                    | Opstelling Sint-Truiden: Simon Mignolet, Giel Deferm, Mario Cantaluppi, Marc Wagemakers, Vincent Euvrard, Wim Mennes, Cephas Chimedza, Peter Delorge, Marc Hendrikx, Jonathan Wilmet, Sébastien Siani Wissels Sint-Truiden: 58' Marc Hendrikx Ibrahima Sidibe 77' Peter Delorge Sander Debroux 88' Wim Mennes Daan Vaesen                  |
| | |       | | |
| Zondag 26 april 2009, 15:00 uur | Sint-Truiden | 1 - 0 | FC Brussels | |
| Stayen, Sint-Truiden Toeschouwers: 9.600 Scheidsrechter: Jean-Baptist Bultynck Speeldag 37 Tweede Klasse 2008-09                    | Wim Mennes 39' Ibrahima Sidibe 55' |       | 49' Abou Coulibaly | Opstelling Sint-Truiden: Simon Mignolet, Giel Deferm, Mario Cantaluppi, Marc Wagemakers, Vincent Euvrard, Wim Mennes, Cephas Chimedza, Peter Delorge, Marc Hendrikx, Jonathan Wilmet, Ibrahima Sidibe Wissels Sint-Truiden: 53' Giel Deferm Sébastien Siani 84' Marc Wagemakers Daan Vaesen 86' Jonathan Wilmet Yorick Antheunis           |
| | |       | | |
| Zondag 3 mei 2009, 15:00 uur | RE Virton | 2 - 1 | Sint-Truiden | |
| Stade Yvan Georges, Virton Toeschouwers: 1.500 Scheidsrechter: Raf Bylois Speeldag 38 Tweede Klasse 2008-09                         | Bareck Bendaha 6' Bareck Bendaha 41' Bareck Bendaha 42' Stéphane Vandesande 83'                                                                                       |       | 45' (pen.) Cephas Chimedza                                                                                               | Opstelling Sint-Truiden: Tom Muyters, Mario Cantaluppi, Marc Wagemakers, Vincent Euvrard, Wim Mennes, Cephas Chimedza, Peter Delorge, Yorick Antheunis, Marc Hendrikx, Jonathan Wilmet, Ibrahima Sidibe Wissels Sint-Truiden: 46' Mario Cantaluppi Daan Vaesen 46' Yorick Antheunis Jeroen Appeltans 67' Wim Mennes Pieter Thijs           |

#### Resultaten per speeldag
| Speeldag  | 1 | 2 | 3 | 4 | 5  | 6  | 7  | 8  | 9  | 10 | 11 | 12 | 13 | 14 | 15 | 16 | 17 | 18 | 19 | 20 | 21 | 22 | 23 | 24 | 25 | 26 | 27 | 28 | 29 | 30 | 31 | 32 | 33 | 34 | 35 | 36 | 37 | 38 |
| --------- | - | - | - | - | -- | -- | -- | -- | -- | -- | -- | -- | -- | -- | -- | -- | -- | -- | -- | -- | -- | -- | -- | -- | -- | -- | -- | -- | -- | -- | -- | -- | -- | -- | -- | -- | -- | -- |
| Resultaat | w | w | g |   | w  | g  | w  | w  | w  | w  | w  | w  | v  | w  | w  | g  | g  | g  | g  | w  | w  |    | g  | w  | w  | v  | w  | w  | w  | w  | g  | v  | w  | w  | w  | w  | w  | v  |
| Punten    | 3 | 6 | 7 | 7 | 10 | 11 | 14 | 17 | 20 | 23 | 26 | 29 | 29 | 32 | 35 | 36 | 37 | 38 | 39 | 42 | 45 | 45 | 46 | 49 | 52 | 52 | 55 | 58 | 61 | 64 | 65 | 65 | 68 | 71 | 74 | 77 | 80 | 80 |
| Positie   | 3 | 1 | 1 | 3 | 3  | 4  | 3  | 1  | 1  | 1  | 1  | 1  | 1  | 1  | 1  | 1  | 1  | 1  | 1  | 1  | 1  | 1  | 1  | 1  | 1  | 1  | 1  | 1  | 1  | 1  | 1  | 1  | 1  | 1  | 1  | 1  | 1  | 1  |

Sint-Truiden was vrij op speeldagen 4 en 22.

#### Eindstand
| Pl. | Club                 | Gesp. | W  | G  | V  | GV | GT | Ptn. | Kwalificatie of degradatie   |
| --- | -------------------- | ----- | -- | -- | -- | -- | -- | ---- | ---------------------------- |
| 1   | Sint-Truiden         | 36    | 24 | 8  | 4  | 72 | 29 | 80   | Promotie naar Eerste Klasse  |
| 2   | SK Lierse            | 36    | 22 | 9  | 5  | 75 | 40 | 75   | Eindronde voor promotie      |
| 3   | Antwerp FC           | 36    | 17 | 10 | 9  | 55 | 32 | 61   | Eindronde voor promotie      |
| 4   | KV Red Star Waasland | 36    | 16 | 7  | 13 | 56 | 48 | 55   | Eindronde voor promotie      |
| 5   | RFC Doornik          | 36    | 14 | 12 | 10 | 53 | 41 | 54   | Eindronde voor promotie      |
| 6   | KVK Tienen           | 36    | 14 | 11 | 11 | 58 | 49 | 53   |                              |
| 7   | KV Oostende          | 36    | 13 | 14 | 9  | 54 | 51 | 53   |                              |
| 8   | KSK Ronse            | 36    | 15 | 7  | 14 | 54 | 52 | 52   |                              |
| 9   | KVSK United          | 36    | 14 | 9  | 13 | 48 | 38 | 51   |                              |
| 10  | FC Brussels          | 36    | 12 | 13 | 11 | 50 | 37 | 49   |                              |
| 11  | FC Luik              | 36    | 11 | 15 | 10 | 49 | 48 | 48   |                              |
| 12  | Oud-Heverlee Leuven  | 36    | 10 | 16 | 10 | 46 | 48 | 46   |                              |
| 13  | KSK Beveren          | 36    | 11 | 12 | 13 | 47 | 57 | 45   |                              |
| 14  | KAS Eupen            | 36    | 12 | 7  | 17 | 47 | 63 | 43   |                              |
| 15  | Olympic Charleroi    | 36    | 10 | 9  | 17 | 48 | 65 | 39   | Eindronde voor degradatie    |
| 16  | RE Virton            | 36    | 9  | 12 | 15 | 46 | 58 | 39   | Eindronde voor degradatie    |
| 17  | KFC VW Hamme         | 36    | 9  | 9  | 18 | 48 | 64 | 36   | Eindronde voor degradatie    |
| 18  | KMSK Deinze          | 36    | 7  | 15 | 14 | 46 | 65 | 36   | Degradatie naar Derde Klasse |
| 19  | UR Namen             | 36    | 2  | 7  | 27 | 22 | 89 | 13   | Degradatie naar Derde Klasse |

## Beker van België
| | |       |                                                         | |
| Zaterdag 16 augustus 2008, 20:00 uur                                                                         | Sint-Truiden                                                                                            | 4 - 0 | Verbroedering Meldert                                   | |
| Staaien, Sint-Truiden Toeschouwers: 1.000 Scheidsrechter: Jonathan Lardot 4de ronde Beker van België 2008-09 | Mario Cantaluppi (pen.) 16' Daan Vaesen 38' Cephas Chimedza 42' Ibrahima Sidibe 60' Cephas Chimedza 64' |       | 20' Ricky Begeyn 59' Bertrand Defrère 82' Abdel Sbaaiti | Opstelling Sint-Truiden: Simon Mignolet, Vincent Euvrard, Daan Vaesen, Mario Cantaluppi, Sander Debroux, Jonathan Wilmet, Issame Charaï, Cephas Chimedza, Peter Delorge, Ibrahima Sidibe, Osman Köse Wissels Sint-Truiden: 21' Mario Cantaluppi Jeroen Appeltans 71' Jonathan Wilmet Michal Pospíšil 71' Ibrahima Sidibe Peter Van Houdt |
| | |       |                                                         | |
| Zaterdag 23 augustus 2008, 20:00 uur                                                                         | KSK Beveren                                                                                             | 2 - 0 | Sint-Truiden                                            | |
| Freethielstadion, Beveren Toeschouwers: 2.000 Scheidsrechter: Sam Loeman 5de ronde Beker van België 2009-10  | Luciano Olguin 38' Sidy Ceesay 53' Sam De Munter 59' Sidy Ceesay 78'                                    |       | 52' Vincent Euvrard 83' Jeroen Appeltans                | Opstelling Sint-Truiden: Simon Mignolet, Vincent Euvrard, Daan Vaesen, Mario Cantaluppi, Sander Debroux, Jonathan Wilmet, Issame Charaï, Peter Delorge, Cephas Chimedza, Jeroen Appeltans, Ibrahima Sidibe Wissels Sint-Truiden: 65' Mario Cantaluppi Sander Debroux 73' Jonathan Wilmet Adamo Coulibaly                                 |